# Nadciśnienie złośliwe
Nadciśnienie złośliwe (łac. hypertonia maligna) – ciężka postać nadciśnienia tętniczego przebiegająca z wysokimi wartościami ciśnienia (zazwyczaj 120–140 mm Hg rozkurczowego), uszkodzeniem małych naczyń w siatkówce i ostrą, szybko postępującą niewydolnością nerek i serca, a także innych narządów.

## Terminologia
W 1914 roku Volhard i Fahr zaproponowali określenie „złośliwej formy nadciśnienia” (maligne Form der Hypertonie) dla stanu przebiegającego z wysokim ciśnieniem tętniczym i ostrymi zmianami narządowymi. Keith i Wagener w 1928 roku zaaprobowali ten termin, obserwując pacjentów z ciężkim nadciśnieniem i wtórnymi zmianami w siatkówce. Również w 1928 roku po raz pierwszy w piśmiennictwie medycznym użyto terminu „encefalopatia nadciśnieniowa” – u 19-letniego studenta stwierdzono wysokie ciśnienie, z napadowymi bólami głowy, ubytkami neurologicznymi i drgawkami.
Z biegiem lat stosowanie coraz bardziej skutecznych leków hipotensyjnych poprawiło rokowanie u pacjentów z nadciśnieniem tętniczym. Zaproponowano odejście od określenia „złośliwe nadciśnienie” na rzecz terminu „nadciśnienie przyśpieszone”, jednak do tej pory funkcjonują one jako równorzędne pojęcia.
Obecnie w terminologii funkcjonują również określenia: przełom nadciśnieniowy (hypertensive crisis), stany zagrożenia w nadciśnieniu tętniczym (hypertensive emergencies) oraz stany nagłe w nadciśnieniu tętniczym (hypertensive urgencies).

## Epidemiologia
Obecnie częstość nadciśnienia złośliwego nie przekracza 1% chorych na nadciśnienie tętnicze. W mniej więcej połowie przypadków dotyczy ono nadciśnienia pierwotnego. W pozostałej części występuje jako powikłanie nadciśnienia wtórnego, zwłaszcza w przypadku kłębuszkowego zapalenia nerek, śródmiąższowego zapalenia nerek i zwężenia tętnic nerkowych. Rzadziej występują: zatrucie ciążowe, guzkowe zapalenie tętnic, wodonercze, zmiany popromienne w nerkach, twardzina układowa, guz chromochłonny nadnerczy, zespół Cushinga.
Częściej występuje u mężczyzn, zwykle około 44. roku życia (u kobiet około 36. roku życia), rzadko po 60. roku życia. Bardziej narażeni są palacze tytoniu oraz rasa czarna.

## Patogeneza
W patogenezie nadciśnienie złośliwego istotna jest nie sama wysoka wartość ciśnienia tętniczego, ale szybkość jego narastania. Wartości ciśnień przy których może dojść do rozwoju zmian narządowych jest zmienna osobniczo. U osób, które funkcjonowały na prawidłowych ciśnieniach nawet niewielkie podniesienie ciśnienia może być krytyczne. W warunkach doświadczalnych na zwierzętach stwierdzono, że przekroczenie średniego ciśnienia tętniczego powyżej 150 mm Hg prowadziło do rozwoju zmian narządowych.
W wyniku wzrostu ciśnienia dochodzi do niedokrwienia tkanek i rozwoju niewydolności narządowej. Proces ten zachodzi na poziomie ogólnoustrojowym i miejscowym.

Wśród efektów ogólnoustrojowych wymienia się nasiloną natriurezę (zwiększone wydalenie sodu z moczem), która powoduje hipowolemię i zwiększenie aktywności układu renina angiotensyna-aldosteron (RAA), co prowadzi do skurczu naczyń (nasila go zachodzące również zwiększenie stężenia katecholamin i wazopresyny).

Równocześnie dochodzi do zmian miejscowych w ścianach naczyń krwionośnych. Obserwuje się zwiększoną produkcję rodników tlenowych i prostaglandyn, uszkodzenie śródbłonka (połączone z nadmierną produkcją endoteliny), aktywację czynników mitogennych prowadzącą do przerostu błony wewnętrznej i mięśniowej w ścianach naczyń. Całość tych procesów pogłębia niedotlenienie tkanek. Dysfunkcja śródbłonka i skurcz naczyń sprzyja agregacji trombocytów i powstawaniu zakrzepów. Sugeruje się, że w patogenezie nadciśnienia złośliwego dużą rolę odgrywa DIC.
Wymienia się również wpływ mechanizmów immunologicznych (obecność przeciwciał i dopełniacza w ścianach naczyń) i czynników genetycznych (częstsze występowanie antygenów zgodności tkankowej Bw35, Cw4, DR3), jednak nie ma obecnie wiarygodnych badań potwierdzających znaczenie tych czynników.

### Zmiany narządowe
Na skutek dysfunkcji naczyń w nadciśnieniu złośliwym dochodzi do zmian narządowych, głównie oka, nerek, serca czy mózgu.
Nerki
Zmiany naczyniowe w nerkach w przebiegu nadciśnienia złośliwego polegają na uszkodzeniu głównie tętniczek doprowadzających kłębuszkowych. Powstaje także martwica włóknikowata, podwojenie błony podstawnej, rozplem komórek mezangialnych, zrosty pomiędzy pętlami kłębuszkowymi a torebką Bowmana. Zmiany te są określane nazwą złośliwego stwardnienia naczyniowego nerek (malignant nephrosclerosis). 
Serce
Obserwuje się przerost mięśnia sercowego, cechy przebudowy naczyń z wybroczynami okołonaczyniowymi.
Mózg
Dochodzi do upośledzenia autoregulacji krążenia mózgowego. W badaniach obrazowych widoczny jest obrzęk substancji białej, głównie tylnych regionów mózgu, przy czym zmiany te są odwracalne. Noszą nazwę zespołu odwracalnej tylnej leukoencefalopatii.

## Objawy
Typowym objawem szybko rozwijającego się nadciśnienia tętniczego jest ból głowy, zwykle zlokalizowany w potylicy, występujący głównie w godzinach porannych. Często towarzyszą mu zaburzenia widzenia. Można także stwierdzić zaburzenia myślenia, orientacji, świadomości, parestezje, drgawki, śpiączkę. Są one objawami ciężkiej encefalopatii nadciśnieniowej. 

Wśród objawów ogólnoustrojowych mogą występować: bóle brzucha, osłabienie, duszność, wielomocz, nykturia, zmniejszenie masy ciała.

Badaniem przedmiotowym można stwierdzić: wysokie ciśnienie tętnicze (zwykle w granicach 120-140 rozkurczowego), objawy niewydolności lewokomorowej z obrzękiem płuc. Niekiedy występują różne ubytki neurologiczne. Z biegiem czasu dochodzi do niewydolności nerek.
W badaniu dna oka można uwidocznić wysięki (ogniska waty, liniowe lub płomykowate wybroczyny) czy obrzęk tarczy nerwu wzrokowego. Zmiany te odpowiadają III lub IV stopniowi w klasyfikacji Keitha, Wagenera i Barkera. W badaniu ogólnym moczu można stwierdzić białkomocz, krwinkomocz, sporadycznie wałeczki ziarniste, szkliste oraz z krwinek czerwonych. W przebiegu nadciśnienia złośliwego dochodzi do wzrostu stężenia kreatyniny, mocznika, kwasu moczowego, zaburzeń elektrolitowych (zwykle występuje hipokaliemia na skutek zwiększonego wydalania potasu z moczem). OB jest przyspieszone. Niekiedy stwierdza się niedokrwistość hemolityczną, może być obecna małopłytkowość i cechy DIC.

ECHO wykazuje cechy przeciążenia i przerostu lewej komory.

### Różnicowanie
Nadciśnienie złośliwe należy różnicować z:
- wysokim ciśnieniem towarzyszącym udarowi mózgu – nie występują zmiany w dnie oka oraz cechy niewydolności nerek
- nadciśnieniem w przebiegu ostrego kłębuszkowego zapalenia nerek – nie ma zmian w dnie oka. Może występować niewydolność lewokomorowa serca czy niewydolność nerek. Charakteryzuje się typowym przebiegiem z rozwojem choroby kilkanaście dni po zakażeniu paciorkowcowym
- nadciśnieniem w przebiegu rozlanego kłębuszkowego zapalenia nerek z półksiężycami – rzadko występuje nadciśnienie, zmiany w dnie oka, niewydolność serca i encefalopatia
- nadciśnieniem w przebiegu zespołu Goodpasture’a, ziarniniakowatości z zapaleniem naczyń, zapalenia naczyń, tocznia rumieniowatego układowego
- guzem mózgu w początkowym okresie rozwoju choroby – nie ma zmian w dnie oka, niewydolności serca i nerek

## Rokowanie
Nieleczone nadciśnienie złośliwe prowadzi do zgonu w ciągu od kilku dni do kilkunastu miesięcy. W przypadku stosowania leczenia rokowanie się poprawia, niemniej około 5% pacjentów umiera w ciągu 12 miesięcy od rozpoznania. 5-letnie przeżycie wynosi około 74%. Najczęstszymi przyczynami zgonu są: obrzęk płuc, niewydolność nerek, udar mózgu. 

## Leczenie
Leczenie nadciśnienia złośliwego powinno odbywać się w warunkach szpitalnych, na oddziale umożliwiającym ciągłe monitorowanie ciśnienia. Terapię rozpoczyna się od podaży krótko działających leków hipotensyjnych, najczęściej w postaci dożylnej (niekiedy przy użyciu pomp infuzyjnych). Unikać należy szybkiego obniżenia nadciśnienia, co może skutkować krytycznym niedokrwieniem narządów wewnętrznych. W warunkach domowych można podać podjęzykowo kaptopryl w dawce 25 mg (dawkowanie można powtarzać pod kontrolą ciśnienia krwi). W ciągu pierwszych minut obniżenie średniego ciśnienia tętniczego nie powinno przekraczać 25% wartości wyjściowej, a ciśnienia rozkurczowego mniej niż 110 mm Hg. Ciśnienie w ciągu następnych 6 godzin powinno się utrzymywać na poziomie 160/100 mm Hg. Następnie, po osiągnięciu stabilizacji chorego, można zacząć podawać leki doustne. Zbyt wczesne zaprzestanie podawania preparatów dożylnych może skutkować gwałtownym wzrostem ciśnienia. 

W ciężkich postaciach nadciśnienia, opornych na leczenie, przebiegających z obrzękiem płuc i szybko narastającą niewydolnością nerek, stosuje się hemodializę lub ciągłą hemofiltrację tętniczo-żylną (CAVH). 
Wśród leków będących w fazie badań mogących mieć zastosowanie w terapii nadciśnienia złośliwego wymienia się antagonisty receptora endoteliny-1 (bosentan) oraz antagonisty aldosteronu (eplerenon).
| Lek                | Dawka                                                                        | Początek działania | Czas działania |
| ------------------ | ---------------------------------------------------------------------------- | ------------------ | -------------- |
| nitroprusydek sodu | 0,25–10,0 μg/kg mc./min                                                      | natychmiastowy     | 1–2 min.       |
| nikardypina        | 5–15 mg/h                                                                    | 5–10 min           | 1–4 h          |
| fenoldopam         | 0,1–0,3 μg/kg mc./min                                                        | < 5 min            | 30 min         |
| nitrogliceryna     | 5–100 μg/min                                                                 | 2–5 min            | 3–5 min        |
| enalaprylat        | 1,25–5 mg                                                                    | 15–30 min          | 6 h            |
| hydralazyna        | 10–20 mg                                                                     | 10–20 min          | 3–8 h          |
| labetalol          | 20–80 mg w bolusie 0,5–2,0 mg/min. we wlewie                                 | 5–10 min           | 3–6 h          |
| esmolol            | 250–500 μg/kg mc./min przez 1 min następnie 50–100 μg/kg mc./min przez 4 min | 1–2 min            | 10–20 min      |
| fentolamina        | 5–15 mg                                                                      | 1–2 min            | 3–10 min       |

## Klasyfikacja ICD10
| kod ICD10     | nazwa choroby |
| ------------- | --- |
| ICD-10: I13   | Choroba nadciśnieniowa z zajęciem serca i nerek                                                                      |
| ICD-10: I13.0 | Choroba nadciśnieniowa z zajęciem serca i nerek, z (zastoinową) niewydolnością serca                                 |
| ICD-10: I13.1 | Choroba nadciśnieniowa z zajęciem serca i nerek, z niewydolnością nerek                                              |
| ICD-10: I13.2 | Choroba nadciśnieniowa z zajęciem serca i nerek, tak z (zastoinową) niewydolnością serca, jak i niewydolnością nerek |
| ICD-10: I13.9 | Choroba nadciśnieniowa z zajęciem serca i nerek, nieokreślona                                                        |